# Mali-Franc
Der Mali-Franc (französisch Franc malien) war die Währung Malis vom 1. Juli 1962 bis zum 1. Juli 1984, als er durch den CFA-Franc ersetzt wurde. Die Währung war nicht frei konvertibel.
Bei seiner Einführung entsprach ein Mali-Franc einem CFA-Franc, die erste Abwertung erfolgte schon 1963. Eine weitere Abwertung folgte am 6. Mai 1967.
Obwohl Mali mit dem Franc eine eigenständige Währung hatte, verließ das Land niemals offiziell die CFA-Franc-Zone, de facto gehörte es aber nicht mehr der Währungsgemeinschaft an.

## Geschichte
Der Mali-Franc wurde als Folge der Unabhängigkeit eingeführt, um dem Land eine vom Rest der CFA-Franc-Zone eigenständige Geld- und Zinspolitik zu ermöglichen. Zu dieser Zeit näherte sich Mali politisch dem Ostblock an; Münzen und Banknoten der neuen Währung wurden in der Tschechoslowakei hergestellt.
Der Mali-Franc wurde am 1. Juli 1962 eingeführt und löste den bisher geltenden CFA-Franc ab. Bis zum 15. Juli 1962 hatte die Bevölkerung Zeit, ihr Bargeld umzutauschen. Die geldpolitische Unabhängigkeit wurde seitens der Regierung erzwungen und war nie wirklich bei den Maliern akzeptiert, da eine dauernde Angst vor Abwertungen bestand. Sie bevorzugten beim Handel mit den Nachbarländern, vor allem dem Senegal, den stabileren (da an den französischen Franc gekoppelten) CFA-Franc, der in diesen Ländern gesetzliches Zahlungsmittel geblieben war. Die Regierung verbot schließlich die Konvertierung von Mali-Franc in CFA-Franc, verhaftete und inhaftierte Benutzer des CFA-Franc und wertete im Jahr 1967 den Mali-Franc 50 % ab, um die malische Wirtschaft zu beleben. Da der Mali-Franc jedoch nie im Lande Akzeptanz fand, kehrte Mali 1984 zum CFA-Franc zurück.

## Münzen und Banknoten
Die ersten Münzen zu 5, 10 und 25 Francs des Prägejahres 1961 wurden im Juli 1962 emittiert. Eine zweite Serie in Aluminium-Bronze kam ab 1975 in Umlauf, diese Serie war um eine 100-Francs-Münze ergänzt worden.
Die ersten Banknoten waren auf den Tag des Austrittes aus der Mali-Föderation am 22. September 1960 datiert und wurden von der Banque de la Republique du Mali herausgegeben. Die Werte der Banknoten betrugen 50, 100, 500, 1000 und 5000 Francs. Ab 1971 übernahm die Banque Centrale du Mali die Ausgabe von Banknoten in den Wertstufen von 100 bis 10.000 Francs.